# Rekownica (województwo pomorskie)
Rekownica (kaszb. Rekòwnica) – wieś kaszubska w Polsce położona w województwie pomorskim, w powiecie kościerskim, w gminie Nowa Karczma. Wieś jest siedzibą sołectwa Rekownica, w którego skład wchodzi również miejscowość Śledziowa Huta. W kierunku północno-wschodnim od Rekownicy znajduje się Jezioro Grabowskie, zaś południowo-wschodnim Będomińskie Duże.
W latach 1975–1998 miejscowość położona była w województwie gdańskim.

## Nazwy źródłowe miejscowości
niem. Rekau, dawniej Rakowo

## Zabytki
Według rejestru zabytków NID na listę zabytków wpisane są:
- kościół parafialny pw. św. Michała Archanioła, 1904, nr rej.: A-1922 z 21.09.2015
- dawny cmentarz przy kościele, XVI-XX, nr rej.: j.w.